# 1901–1950 w informatyce
1901–1950 w informatyce

## 1901–1910
- 1902 – w Wielkiej Brytanii powstała firma The Tabulator Limited, zajmująca się produkcją maszyn rachunkowych[1][2]
- 1906 – amerykański technik Lee De Forest wynalazł lampę elektronową[3].
- 1909 – The Tabulator Limited zmieniła nazwę na British Tabulating Machine Company[1].

## 1911–1920
- 16 czerwca 1911 – w Stanach Zjednoczonych Charles Ranlett Flint założył Computing-Tabulating-Recording Company[4].
- 1911 – James Powers zaprojektował nowy typ karty perforowanej[5].
- 1912  – Rząd Stanów Zjednoczonych wytoczył proces o monopolizację rynku firmie NCR Corporation[6].
- ok. 1915 – została wynaleziona maszyna wirnikowa[7].

## 1921–1930
- 1924 – firma Computing-Tabulating-Recording Company zmieniła nazwę na International Business Machines (IBM)[4].
- 1924 – Walther Bothe zbudował pierwszą bramkę logiczną AND[8].
- 30 maja 1928 – austriacki wynalazca Gustav Tauschek zgłosił do austriackiego urzęu patentowego pierwsze urządzenie OCR[9].

## 1931–1940
- 1931 – Kurt Gödel udowodnił, że dowolne rozumowanie matematyczne można przedstawić w postaci algorytmu[10].
- 1931 – Vannevar Bush zakończył pracę nad analizatorem różniczkowym[11].
- 1931 – IBM zbudował maszynę matematyczną IBM 601[12].
- 1932 – Gustav Tauschek opatentował pamięć bębnową[9].
- 1936 – Alan Turing zaprezentował koncepcję abstrakcyjnego modelu urządzenia wykonującego algorytmy, znaną pod nazwą maszyna Turinga[13].
- 1937 – Claude E. Shannon przedstawił syntezę technologii elektromechanicznej, algebry Boole’a i systemu binarnego[10].
- 1938 – George A. Philbrick skonstruował maszynę analogową Polyphemus[14].
- 1938 – niemiecki technik Konrad Zuse skonstruował maszynę liczącą Z1[15][16].
- 2 lipca 1939 – Bill Hewlett i Dave Packard założyli firmę Hewlett-Packard[17].
- 1939 – George Stibitz i Samuel B. Williams skonstruowali kalkulator Complex Number Calculator[18].
- 1939 – John Vincent Atanasoff zbudował prototyp maszyny liczącej, w ramach prac nad Atanasoff-Berry Computer[19].
- poł. lat 30. – Douglas Hartree skonstruował analizator różniczkowy, oparty na modelu Vannevara Busha[20].

## 1941–1950
- 1941 – Konrad Zuse skonstruował komputer Z3[21].
- 1942 – John Vincent Atanasoff i Clifford Berry zakończyli pracę nad maszyną Atanasoff-Berry Computer[19].
- grudzień 1943 – w Wielkiej Brytanii uruchomiono maszynę cyfrową Colossus, służącą do łamania szyfrów[22][23].
- 1943 – w Stanach Zjednoczonych rozpoczęto budowę komputera ENIAC[24].
- 1944 – uruchomiono Harvard Mark I – pierwszy duży komputer elektromechaniczny ogólnego zastosowania (inna nazwa – ASCC)[22].
- 1945 – Konrad Zuse opracował język programowania Plankalkül[25].
- 1945 – John von Neumann, John W. Mauchly i John Presper Eckert opracowali założenia architektury komputerów, znane jako architektura von Neumanna[26].
- 14 lutego 1946 – amerykańscy inżynierowie John William Mauchly i John Presper Eckert skonstruowali komputer ENIAC[15].
- lato 1946 – amerykańska opinia publiczna została poinformowana o istnieniu ENIAC-a[15].
- 15 września 1947 – odbyło się pierwsze spotkanie Association for Computing Machinery, stowarzyszenia wspierającego rozwój badań nad informatyką[27].
- 16 grudnia 1947 – John Bardeen, Walter Houser Brattain i William Brandfort Shockley wynaleźli tranzystor[28].
- 1947 – zbudowano komputer Harvard Mark II. Głównym twórcą komputera był Howard Aiken, w pracach nad zbudowaniem komputera aktywnie uczestniczyła również Grace Hopper[29].
- 1947 – zarejestrowano pierwszy błąd komputerowy. Na komputerze Harvard Mark II znaleziono owada, który po zaplątaniu się w złączach generował awarie, prowadzące do generowania nieprawidłowych wyników obliczeń[30].
- 27 stycznia 1948 – uruchomiono komputer IBM SSEC[31].
- 21 czerwca 1948 – uruchomiono komputer Manchester Mark I[32].
- 23 grudnia 1948 – w siedzibie Fizyki Doświadczalnej przy ul. Hożej w Warszawie odbyło się zorganizowane przez Kazimierza Kuratowskiego spotkanie, podczas którego podjęto decyzję o utworzeniu Grupy Aparatów Matematycznych, która miała zbudować pierwszą polską elektroniczną maszynę liczącą. Uczestnikami spotkania byli późniejszy pionierzy polskiej informatyki, m.in. Andrzej Mostowski, Henryk Greniewski, Krystyn Bochenek, Leon Łukaszewicz, Romuald Marczyński[33].
- 6 maja 1949 – na Uniwersytecie w Cambridge uruchomiono komputer EDSAC[34][35]. Był to pierwszy komputer, w którym przebieg programu i obróbka danych zakodowano w pamięci urządzenia. Kierownikiem prac nad komputerem był Maurice Wilkes[34].
- sierpień 1949 – John W. Mauchly i John Presper Eckert skonstruowali komputer BINAC (ang. Binary Automatic Computer), zapisujący dane na taśmie magnetycznej[36].
- 1949 – Claude E. Shannon opublikował w „The Bell System Technical Journal” pracę pt. A Mathematical Theory of Communication, dającą teoretyczne podstawy teorii informacji[37].
- maj 1950 – National Institute of Standards and Technology uruchomił komputer SEAC (Standards Eastern Automatic Computer)[38].
- 1950 – na łamach Computer Machinery and Intelligence Alan Turing zaproponował test inteligencji maszynowej[39].
- 1950 – zdaniem Yoshirō Nakamatsu w tym roku miał on wynaleźć dyskietkę[40][41][42] (w źródłach można natknąć się również na informacje, że pierwszą dyskietkę skonstruował IBM w 1971 roku[43].